# Поверхностное пластическое деформирование
Поверхностное пластическое деформирование — вид отделочно-упрочняющей обработки, при котором не образуется стружка, а происходит упруго-пластическое деформирование поверхностного слоя заготовки.

## Особенности
После поверхностного пластического деформирования (ППД) в результате наклёпа упрочняется поверхностные слои, повышается износостойкость, усталостная прочность, стойкость к коррозионным воздействиям и т. д. Во многих случаях применением ППД удается повысить запасы прочности деталей, работающих при знакопеременных нагрузках (оси, валы, зубчатые колёса, подшипники, поршни, цилиндры, сварные конструкции, инструменты и т. п.), в 1,5-3 раза и увеличить срок службы деталей в десятки раз.

## Виды ППД
Основные методы обработки ППД.
Трением скольжения:
- выглаживание (обычное, вибрационное) - скольжение выглаживателя по поверхности;
- дорнование - поступательное скольжение дорна внутри поверхности (в отверстии, по внутренней поверхности трубы);
- редуцирование - поступательное скольжение фильеры охватывая поверхность;

Трением качения:
- накатывание (упрочняющее, сглаживающее, формообразующее, калибрующее, ударное, вибрационное) - качение инструмента по плоской поверхности;
- обкатывание - качение инструмента по выпуклой поверхности;
- раскатывание - качение инструмента по вогнутой поверхности;

Ударные методы:
- галтовка (обычная, гидравлическая, вибрационная) - ударная обработка множества незакреплённых внутри барабана заготовок, вращающихся с абразивным наполнителем;
- ударно-барабанная обработка (обычная, виброударная, гидровиброударная) - ударная обработка закреплённых внутри барабана заготовок, вращающегося с рабочими телами;
- обработка дробью - ударная обработка поверхности дробью;
- дробеабразивная обработка - ударная обработка поверхности дробью и полировка частицами абразива;
- обработка механической щеткой - ударная обработка поверхности ворсом вращающейся механической щетки;
- центробежная обработка - ударная обработка вращающейся заготовки ударами инструмента;
- чеканка (упрочняющая, рельефная, уплотняющая, калибрующая) - ударная обработка поверхности возвратно покупательным перемещении инструмента.